# Ruta Estatal de Nevada 221
La Ruta Estatal de Nevada 221, y abreviada SR 221 (en inglés: Nevada State Route 221) es una carretera estatal estadounidense ubicada en el estado de Nevada. La carretera inicia en el Oeste desde la SR 278     en Carlin hacia el Este en la I 80     en Carlin. La carretera tiene una longitud de 4,8 km (2.955 mi).

## Mantenimiento
Al igual que las autopistas interestatales, y las rutas federales y el resto de carreteras estatales, la Ruta Estatal de Nevada 221 es administrada y mantenida por el Departamento de Transporte de Nevada por sus siglas en inglés Nevada DOT.